# Marathrum glaucum
Marathrum glaucum är en flockblommig växtart som beskrevs av Heinrich Friedrich Link. Marathrum glaucum ingår i släktet Marathrum och familjen flockblommiga växter. Inga underarter finns listade i Catalogue of Life.